# Калуєво (Учалинський район)
Калу́єво (рос. Калуево, башк. Ҡалуй) — присілок у складі Учалинського району Башкортостану, Росія. Входить до складу Амангільдінської сільської ради.
Населення — 134 особи (2010; 130 в 2002).
Національний склад:
- башкири — 100%